# دینامیک
دینامیک (به فرانسوی: Dynamique) یا پویایی از واژه لاتین به معنی حرکت‌شناسی گرفته شده است و شاخه‌ای از مکانیک و علوم مهندسی است که به بحث و مطالعه دلایل حرکت و به بیانی دقیق بررسی حرکت به کمک نیروها و قوانین مربوط می‌پردازد.

## دید کلی
در حالت کلی حرکت یک ذره از دو دیدگاه مختلف می‌تواند مورد بررسی قرار گیرد به بیان دیگر می‌توان گفت، به‌طور کلی دینامیک که در آن حرکت اجسام مورد تجزیه و تحلیل قرار می‌گیرد، شامل دو قسمت سینماتیک (Kinematics) و سینتیک (Kinetics) است. در بخش سینماتیک از علت حرکت بحثی به میان نمی‌آید و حرکت بدون توجه به عامل ایجادکننده آن بررسی می‌شود؛ بنابراین در سینماتیک حرکت، بحث بیشتر جنبه هندسی دارد.
اما در سینتیک علت‌های حرکت مورد توجه قرار می‌گیرند؛ یعنی هر ذرّه یا جسم همواره در ارتباط با محیط اطراف خود و متأثر از آن‌ها فرض می‌شود محیط اطراف حرکت را تحت تأثیر قرار می‌دهد. به عنوان مثال فرض کنید، جسمی با جرم معین بر روی یک سطح افقی در حال لغزش است. در این مثال سطح افقی به عنوان یکی از محیط‌های اطراف جسم با اعمال نیروی اصطکاک در مقابل حرکت جسم مقاومت می‌کند.

## عوامل مؤثر بر حرکت
حرکت یک ذره معین را ماهیت و آرایش اجسام دیگری که محیط ذره را تشکیل می‌دهند، مشخص می‌کند. تأثیر محیط اطراف بر حرکت ذره با اعمال نیرو صورت می‌گیرد؛ بنابراین مهم‌ترین عاملی که در حرکت ذره باید مورد توجه قرار گیرد، نیروهای وارد بر ذره و قوانین حاکم بر این نیروها می‌باشد.

## قوانین حرکت
در قلمرو مکانیک کلاسیک، یعنی در سرعتهای کوچکتر از سرعت نور حرکت اجسام مختلف بر اساس قوانین حرکت نیوتن به‌طور کامل قابل تشریح است. این قوانین عبارتند از:

## قانون اول نیوتن
هرگاه بر جسمی نیرو وارد نشود جسم اگر ساکن باشد همچنان ساکن می‌ماند و اگر دارای حرکت باشد به حرکت خود با سرعت ثابت ادامه می‌دهد.
اگر برآیند نیروهای وارد بر جسمی صفر باشد، اندازه حرکتش ثابت می‌ماند.
ولی در مورد ممان اینرسی اگر برآیند نیروهای وارد بر جسمی صفر باشد ممکن است اندازه حرکت دورانی‌اش صفر نباشد.

## قانون دوم نیوتن
این قانون به صورتهای مختلف بیان می‌شود که یکی از آن‌ها بر اساس تعریف اندازه حرکت خطی و دیگری برای تعریف شتاب حرکت می‌باشد. در حالت اول چنین گفته می‌شود که میزان تغییر اندازه حرکت خطی یک جسم، با نیروی وارد بر آن متناسب و هم جهت می‌باشد. اما بر اساس تعریف شتاب گفته می‌شود که هر گاه بر جسمی نیرویی وارد شود جسم در راستای آن نیرو، شتاب می‌گیرد که با اندازه آن نیرو متناسب است.
اگر برآیند نیروهای وارد بر جسمی صفر نباشد اندازه حرکتش تغییر می‌کند.

## قانون سوم نیوتن
این قانون که تحت عنوان قانون عمل و عکس‌العمل معروف است، حتی در بعضی از رفتارهای اجتماعی نیز مصداق دارد. بیان قانون سوم به این صورت است که هر عملی را عکس‌العملی است که همواره با آن برابر بوده و در خلاف جهت آن قرار دارد. به عنوان مثال هنگام راه رفتن در روی زمین، نیرویی از جانب و به طرف جلو بر ما وارد می‌شود که سبب حرکت ما به سمت جلو می‌شود، برعکس ما نیز بر زمین نیرو وارد کرده و آن را به سمت عقب می‌رانیم؛ ولی چون جرم زمین در مقایسه با جرم ما خیلی زیاد است، حرکت زمین به سمت عقب محسوس نیست.

## قضیه کار و انرژی

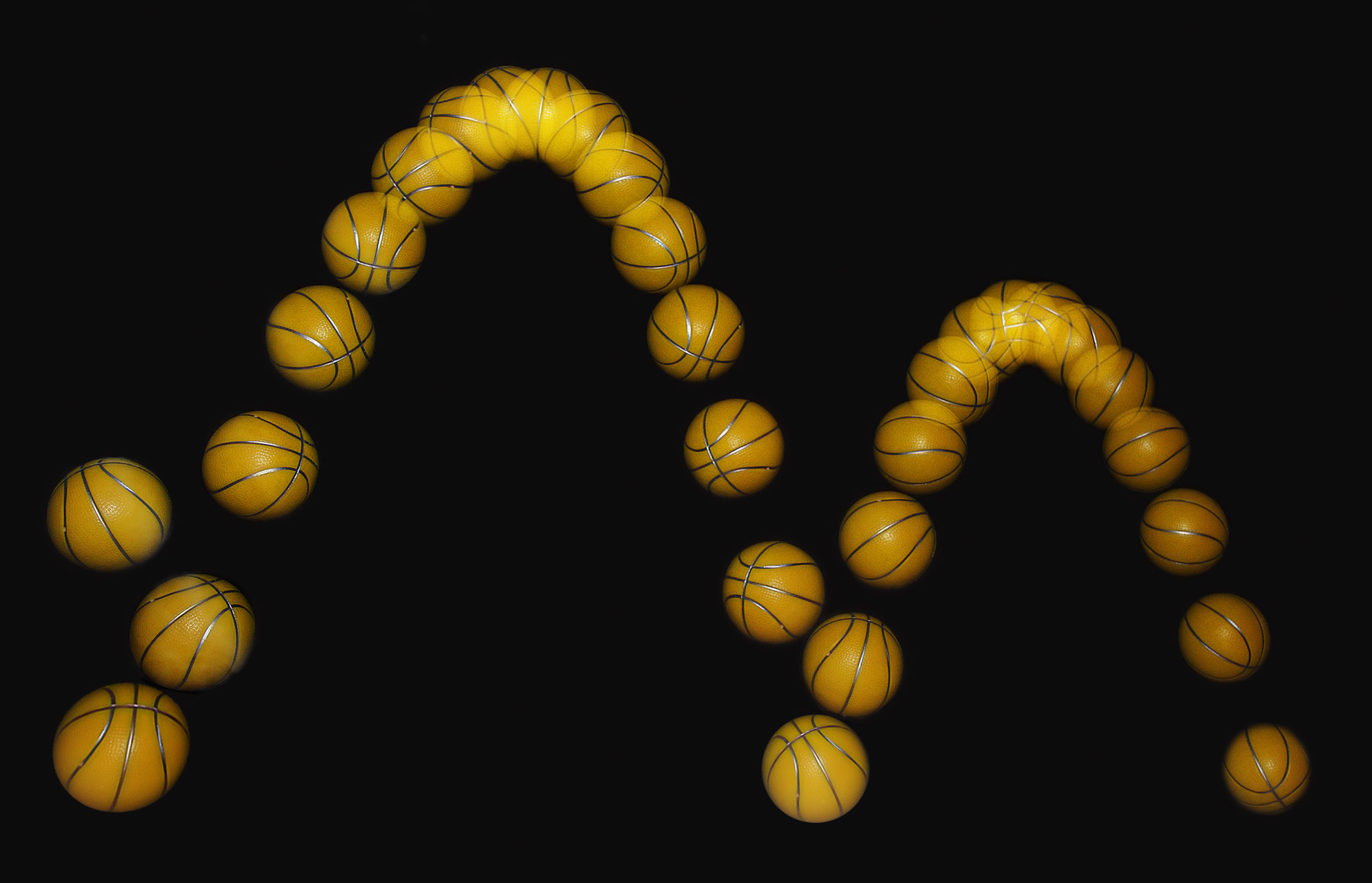
دینامیک حرکت توپ

در مکانیک برخلاف آنچه در بین عامه رایج است، واژهٔ کار زمانی به کار می‌رود که بر روی جسمی نیرویی اعمال شده و آن را جابجا کند، یا موجب تغییر در حرکت آن شود؛ بنابراین در دینامیک حرکت کار مفهوم با ارزشی است. اما کار به دو صورت می‌تواند بر روی جسم انجام شود. فرض کنید، جسمی با سرعت معین در حال حرکت است، اگر بر روی جسم کار انجام شود، این کار یا می‌تواند سرعت حرکت جسم را افزایش دهد یا اینکه مانع حرکت شده و سرعت جسم را کاهش دهد.
در حالت اول که سرعت جسم افزایش پیدا می‌کند، اصطلاحاً گفته می‌شود که کار انجام شده سبب ذخیره انرژی در جسم می‌شود. اما در حالت دوم ما با صرف انرژی و انجام کار، سرعت جسم را کاهش می‌دهیم. از اینرو انرژی که وابسته به سرعت جسم بوده و انرژی جنبشی نام دارد، تعریف می‌شود و قضیه کار و انرژی جنبشی بیان می‌کند که کار انجام شده بر روی جسم متناسب با تغییر انرژی جنبشی آن است.
مکانیک لاگرانژی و حرکت جسم صُلب
حرکت ذره یک حالت تقریباً ایدئال و آرمانی از حرکت واقعی اجسام در فضای سه بعدی است؛ یعنی در بعضی موارد، تقریب حرکت جسم به عنوان یک ذرّه نمی‌تواند مفید واقع شود؛ بنابراین در حالت کلی جسم به صورت یک جسم صُلب در فضا در نظر گرفته می‌شود و با تعریف مختصات تعمیم یافته (که متناسب با نوع حرکت بعد آن معین می‌شود) و نیروهای تعمیم یافته و با استفاده از معادلات لاگرانژ حرکت جسم مورد بررسی قرار می‌گیرد. معادلات لاگرانژ یا به بیان بهتر فرمول‌بندی مکانیک لاگرانژ نسبت به مکانیک نیوتنی (بر اساس قوانین نیوتن) حالت کلی‌تر و کامل‌تری می‌باشد.
در مکانیک لاگرانژی ابتدا کمیّتی به عنوان لاگرانژی (و یا هامیلتونی در مکانیک هامیلتونی که برابر با تفاضل انرژی پتانسیل از انرژی جنبشی است) که به صورت مجموع انرژی جنبشی و انرژی پتانسیل جسم تعریف می‌شود، محاسبه می‌گردد؛ و با قرار دادن آن در معادلات لاگرانژ، معادله حرکت جسم حاصل می‌شود.